# Biouhel

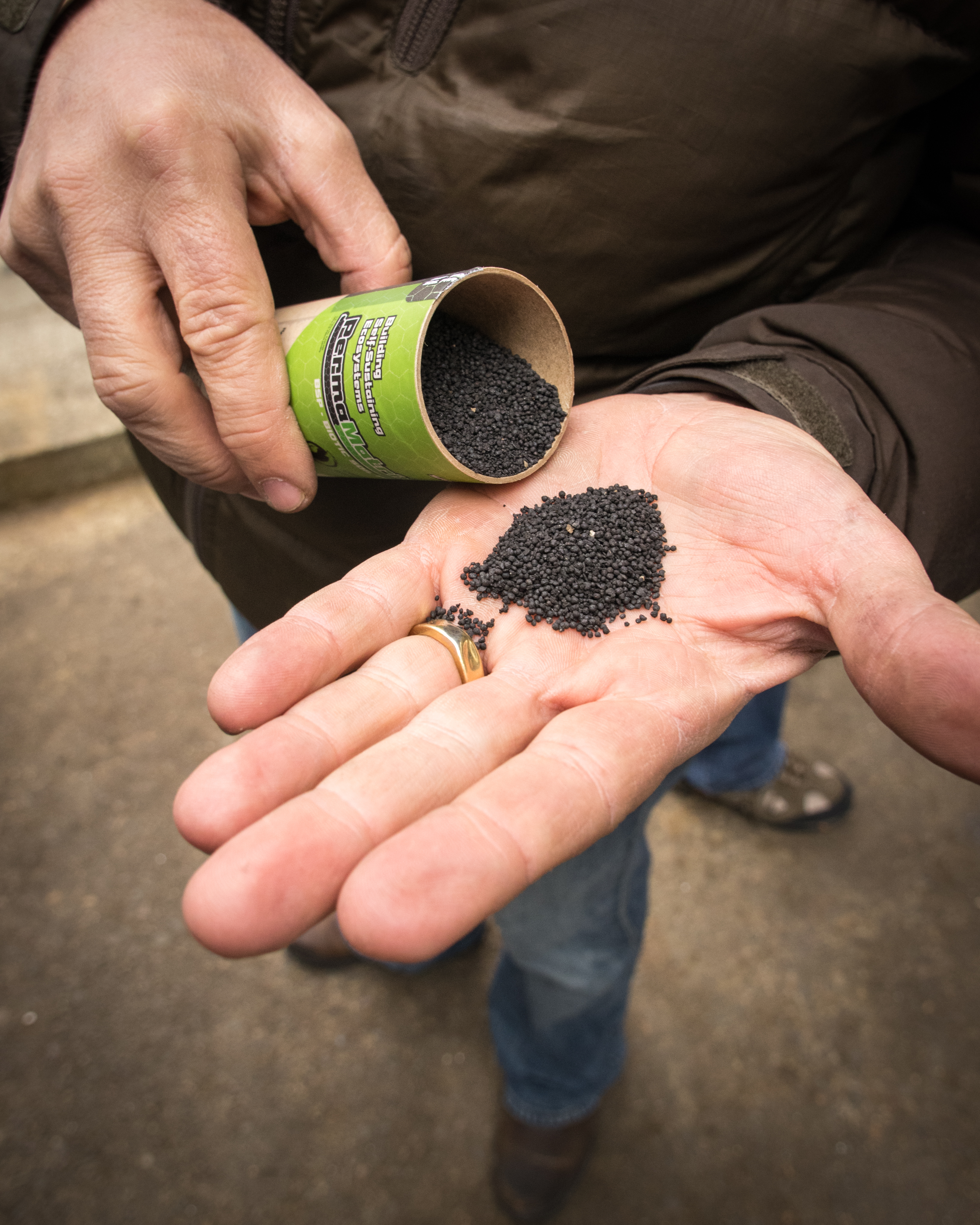
Vyrobené jemné pelety biouhlu

Biouhel je biomasa zuhelnatělá za účelem aplikace do půd. Od dřevěného uhlí se liší tím, že je drobnozrnná, že uhelnatění není uplatněno na kusové dříví a že výsledný pevný produkt se nepoužívá jako palivo. Biouhel vzniká procesem zvaným pyrolýza. Při něm je biomasa zahřívána bez přístupu vzduchu při vysokých teplotách 300-600 °C. Pokud jde o živiny, je složení biouhlu, až na snížený obsah dusíku, téměř stejné jako vstupní biomasa. Největší část tvoří ovšem čistý uhlík, který je ve velmi stabilní formě a téměř nepodléhá dalšímu rozkladu. Živiny, které se na uhlík navážou, se z něj uvolňují pomalu a nevyplavují se. Samotný uhlík v této formě setrvává v půdě v řádu staletí a tisíciletí.

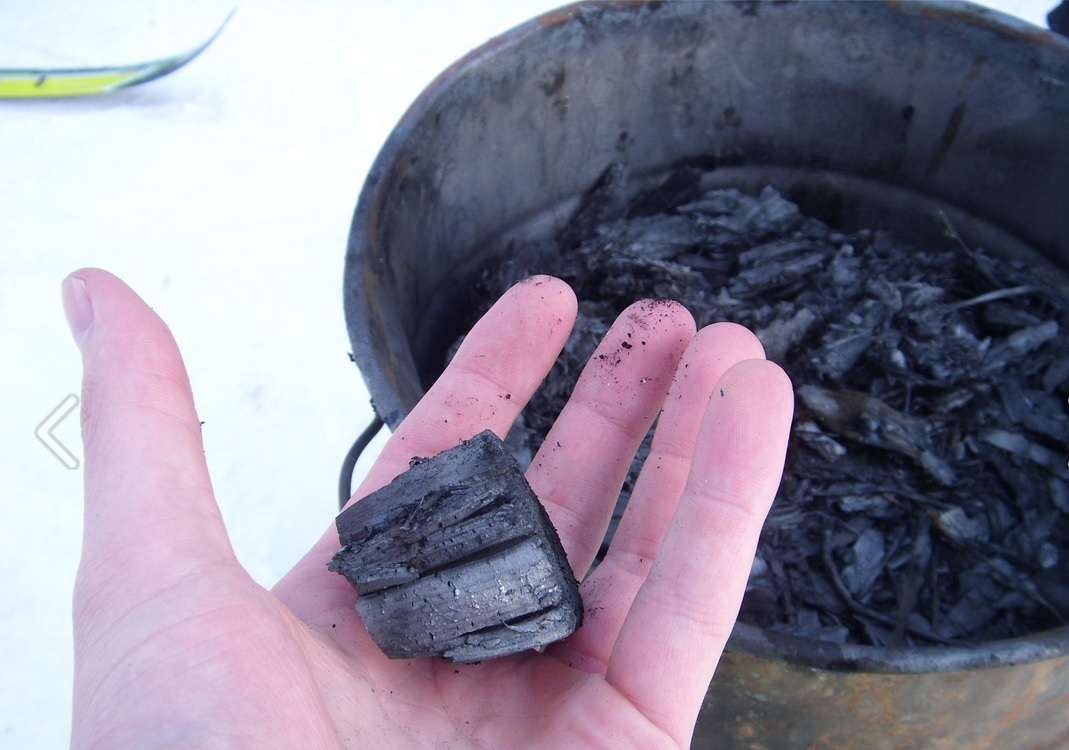
Biouhel vyrobený procesem pyrolýzy.

Biouhel nachází své využití v energetice (během své výroby), odpadovém hospodářství i zemědělství. Pro své vlastnosti je zkoumán jako prostředek ke zmírňování klimatické změny a může také zlepšovat vlastnosti půd.

## Historie

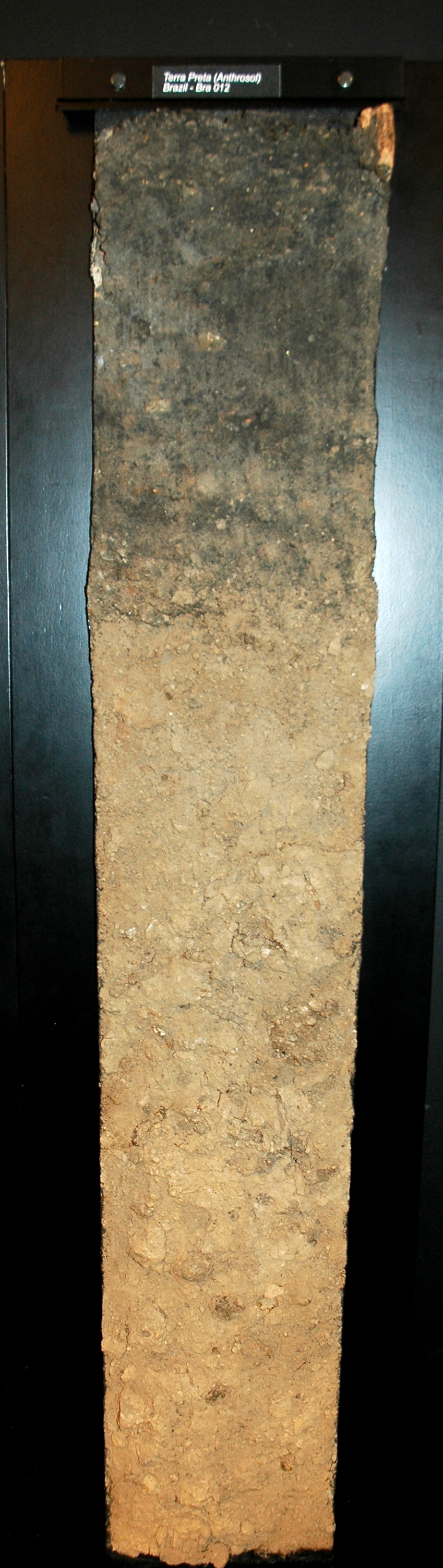
Půdní profil půd obohacených biouhlem (tzv. terra preta)

Lidé využívali biouhel už odpradávna. Nejstarší důkazy o využití biouhlu pochází z Amazonie a Japonska, ale k zúrodňování půd byl využíván v minulosti prakticky po celém světě. Historie využití biouhlu je známá jak z literatury, tak i z archeologických průzkumů. Biouhel totiž díky své stabilní formě setrvává v půdě po tisíce let, a tak lze existenci dávných lidských osídlení dokládat přítomností tisíce let starých uhlíků z lidských ohnišť či člověkem vytvořenými půdními profily, ve kterých biouhel tvoří černé vrstvy a prozrazuje tak vliv lidské činnosti i po desítkách tisíc let. Právě existence množství fascinujících míst s „černou půdou", vedla po jejich „vědeckém objevení" koncem devatenáctého století a znovuobjevení v polovině dvacátého století k zahájení výzkumu v tomto oboru.

#### Indiánské kmeny v Severní a Jižní Americe
Domorodí obyvatelé Amazonie ještě před příchodem Kryštofa Kolumba vyráběli biouhel neúplným spalováním zemědělského odpadu (tj. zasypáním už jen doutnající biomasy půdou) v jámách nebo příkopech. Není známo, zda záměrně používali biouhel ke zvýšení produktivity půdy, nicméně takto dávno vytvořená půda, která obsahuje značné množství biouhlu a na něj navázaných živin, je dodnes stále vysoce úrodná a nevykazuje vyčerpanost ani několik let po odlesnění, na rozdíl od půd přírodních, které se po odlesnění záhy promění na neúrodný písek. Tyto půdy, vytvořené původními indiánskými kmeny, jsou staré přes tisíc let a jsou bohaté na biouhel, hliněnou keramiku, organickou hmotu a život Nejvíce se jich nachází v Amazonii, kde se nazývají terra preta de Indio (portugalsky černá země), ale nalezneme takové antropogenní půdy i v Západní Africe či v savanách Severní Afriky.
Předkolumbijští obyvatelé v Americe používali oheň také k udržování pastvin, což vedlo k zapracování velkého množství popela a uhlu do těchto půd. V Severní Americe se nacházejí bohaté travnaté půdy (tzv. Mollisols), u kterých vědci zjistili, že v nich biouhel tvoří asi 40-50 % celkového uhlíku organického původu.

#### Japonsko
Nejstarší popis využití uhlu v zemědělství je v japonské učebnici nazvané „Nogyo Zensho“ (Encyklopedie zemědělství), kterou napsal Jasusada Mijazaki v roce 1697. Píše v ní o využívání tzv. "popelového hnoje", který vznikne zuhlenatěním veškerého odpadu a smícháním tohoto produktu s koncentrovanými exkrementy. Když je tento popelový hnůj na chvíli uskladněn a následně aplikován na pole, je efektivní výnos jakékoli plodiny, uvádí Mijadzaki. Podobný hnůj se pravděpodobně používal ve východní Asii již od starověku, jelikož o něm existují záznamy i ze starších čínských textů. Zdá se, že biouhel z rýžových slupek se používal od počátku pěstování rýže v Asii (tj. několik tisíc let). Taková tradiční produkce plodin podporovaná organickými hnojivy a biouhlem se zdá být typickým udržitelným zemědělským systémem a má mnohem delší historii než „terra preta“ v Amazonii.

#### Starověký Řím
Biouhel byl za účelem zúrodňování půd využíván i ve Starověkém Římě. Popisuje to publikace „Přehled starověkého chovu a zahradnictví shromážděný od... nejvýznamnějších spisovatelů mezi Řeky a Římany“, kterou napsal Richard Bradley, profesora botaniky v roce 1725 napsal. V této publikaci je biouhel považován za velmi užitečný pro "otevření tuhých zemí" nebo jako pomoc při zhutňování půd.

#### Žďáření
I v mírných zeměpisných šířkách se naši předkové zabývali výrobou určité formy biouhlu. Dělo se tak při klučení a vypalovaní lesa za účelem získání další půdy pro zemědělské využití. Les se cíleně vypaloval specifickým způsobem tak, aby po něm zůstalo co nejvíce zuhelnatělé hmoty, která se pak zapravovala do půdy. Tato činnost se nazývala žďáření a byla ve své době regulérním řemeslem. Dodnes je sláva tohoto řemesla vtisknuta do jmen některých našich měst a vesnic. Mnoho míst nese jméno Žďár, Žďárek, Žďárná, Žďáry, Žďárky, Žďárec, Ždírec, Ždírnice a nebo začíná přídavným jménem Žďárský jako například Žďárské vrchy.

#### Evropa a Severní Amerika v 19. století
Z 19. století je dochováno mnoho zpráv, které svědčí o tehdejším širokém využití biouhlu v Evropě a Severní Americe. Před nástupem průmyslových hnojiv byl biouhel doporučován zejména jako prostředek pro vylepšení půdy a pro zvýšení odolnosti půdy i rostlin proti suchu, chorobám a nedostatku živin. Osvědčoval se jak pro hrnkové květiny, orchideje, zahradní zeleninové záhony, tak pro pěstitele brambor, obilí a lučních porostů. Byl také využívaný pro své schopnosti pohlcovat zápach jako příměs do zahnívajících odpadů rostlinného, zvířecího, nebo lidského původu.
V 19. století se biouhlem zabýval i německý chemik Justus von Liebig, který je známý jako propagátor průmyslových hnojiv (NPK). Málo se ale ví, že doporučoval aplikovat průmyslová hnojiva právě v kombinaci s biouhlem a že zmiňoval i léčivé působení biouhlu na nemocné rostliny. Liebig uvádí, že „rostlinám se daří v práškovém dřevěném uhlí a mohou být přivedeny ke květu a nést ovoce, jsou-li vystaveny vlivu deště a atmosféry. Rostliny však nedosáhnou zralost za běžných podmínek v práškovém dřevěném uhlí, když jsou navlhčeny čistou destilovanou vodou místo dešťové nebo říční vody".

## Výroba

#### Vznik biouhlu bez zásahu člověka
Zuhelnatělé zbytky biomasy se do půdy dostávaly odedávna přírodní cestou, a to především jako produkt požárů, lesních i stepních. Uhlík v uhlu z požárů tvoří celosvětově až několik procent původně organického uhlíku obsaženého v půdách (ve vrchních vrstvách černozemí je to až 10 %).

#### Tradiční výroba biouhlu
Po tisíciletí se biouhel získával exotermním procesem tzv. zplyňování, tedy částečného spalování biomasy za omezeného přístupu vzduchu. Vyrábí se takto dřevěné uhlí z kusového dříví v milířích, ale i biouhel jako hnojivo z hromady suché biomasy, která se poté, co přestane hořet plamenem, uhasí například překrytím hlínou. Nevýhodou tohoto způsobu výroby je nízká účinnost – zbytečně mnoho materiálu se spálí na popel a plyny unikají nevyužity a znečišťují ovzduší jedovatými látkami.

#### Výroba biouhlu pyrolýzou
Technicky náročnější, ale efektivnější a k ovzduší šetrnější metodou výroby biouhlu je pyrolýza. Jde o přímý tepelný rozklad biomasy za nepřítomnosti kyslíku (zabraňující spalování), při kterém vzniká směs pevných látek (vlastní biouhel), kapalných (kondenzát) a plynných produktů (směs hořlavých plynů). Výtěžek z pyrolýzy je závislý na podmínkách procesu, jako je teplota, délka procesu a rychlost ohřevu. Vhodným nastavením podmínek procesu (teploty a tlaku) se dají ovlivnit výsledné podíly biouhlu, kondenzátu a směsi hořlavých plynů. Hořlavé plyny známe z historie jako dřevoplyn (metan, oxid uhelnatý a vodík), nově se užívají pro topení a pohon stacionárních strojů. Kondenzát (kdysi surovina pro výrobu kolomazi) tvoří směs vody a organických látek a používá se pro výrobu kapalného paliva do motorů a jako zdroj chemických látek.

## Vlastnosti a možnosti využití

### Zmírňování klimatické změny

#### Sekvestrace uhlíku
Produkce biouhlu v kombinaci s jeho ukládáním v půdách je jedním z možných způsobů, jak snížit koncentraci oxidu uhličitého v atmosféře a vázat uhlík v půdě. Spalováním biomasy a přirozeným rozkladem se do zemské atmosféry uvolňuje velké množství oxidu uhličitého a metanu. Proces výroby biouhlu také uvolňuje oxid uhličitý (až 50 % biomasy), avšak zbývající obsah uhlíku se stává neomezeně stabilní. Biouhel dokáže vázat uhlík v půdě na stovky až tisíce let. Studie z roku 2021 odhaduje, že by biouhlem bylo potenciálně možné dosáhnout snížení emisí oxidu uhličitého o 1,6 až 3,2 miliardy tun ročně.

#### Odpadové hospodářství
V rámci hospodaření s odpady může být biouhel vyráběn z různých surovin, za které by jinak někdo musel nést finanční a environmentální odpovědnost. Například v zemědělských oblastech s vysokým obsahem fosforu a dusíku ve vodě a půdě mohou být živočišná hnojiva pyrolyzována, aby se zamezilo eutrofizaci. V mnoha případech je při nakládání s kompostem, skládkami či se zvířecími odpady generováno velké množství metanu a oxidu dusného (jedná se o silnější skleníkové plyny než oxid uhličitý). Pyrolýzou těchto materiálů, jako je posekaná tráva ze zahrádky nebo dřevní hmota z lesní probírky, by produkce těchto skleníkových plynů byla efektivně zmírněna současně s vázáním uhlíku v půdě.

#### Energetika
Další přínos biouhlu je v možnosti využití energie tekutých paliv (bioenergie), které se uvolňují při pyrolýze. Z jednotky energie investované během životního cyklu různých systémů výroby biouhlu se získají dvě až sedm jednotek bioenergie. Výroba biouhlu může být propojena s místní výrobou tepla. Příkladem je systém již praktikovaný na jedné drůbeží farmě, kde je sušený hnůj pyrolyzován přímo na místě, teplo je využíváno k vyhřívání hospodářských budov a získaný biouhel (bohatý na dusík a fosfor) se aplikuje na polích. Vařiče produkující biouhel, nahradí-li tradiční způsoby vaření, sníží také velmi produkci sazí (ty jsou po oxidu uhličitém asi druhým nejvýznamnějším oteplujícím činitelem, ještě před metanem) a omezí odlesňování, díky menší spotřebě paliva a možnosti použít jakoukoliv suchou biomasu, nejen dříví.

### Adaptace na změnu klimatu
Uhel v půdě zlepšuje její sorpční schopnosti vůbec, včetně jímavosti pro vodu. Přínos pro lokální klima spočívá ve zlepšení zadržování vody v půdě, čili i snížení maximálních odtoků a také zlepšení situace v dobách sucha. Biouhel tak může být také adaptačních opatřením na klimatické změny, která již probíhají a budou se stupňovat.

### Zvyšování produktivity zemědělství

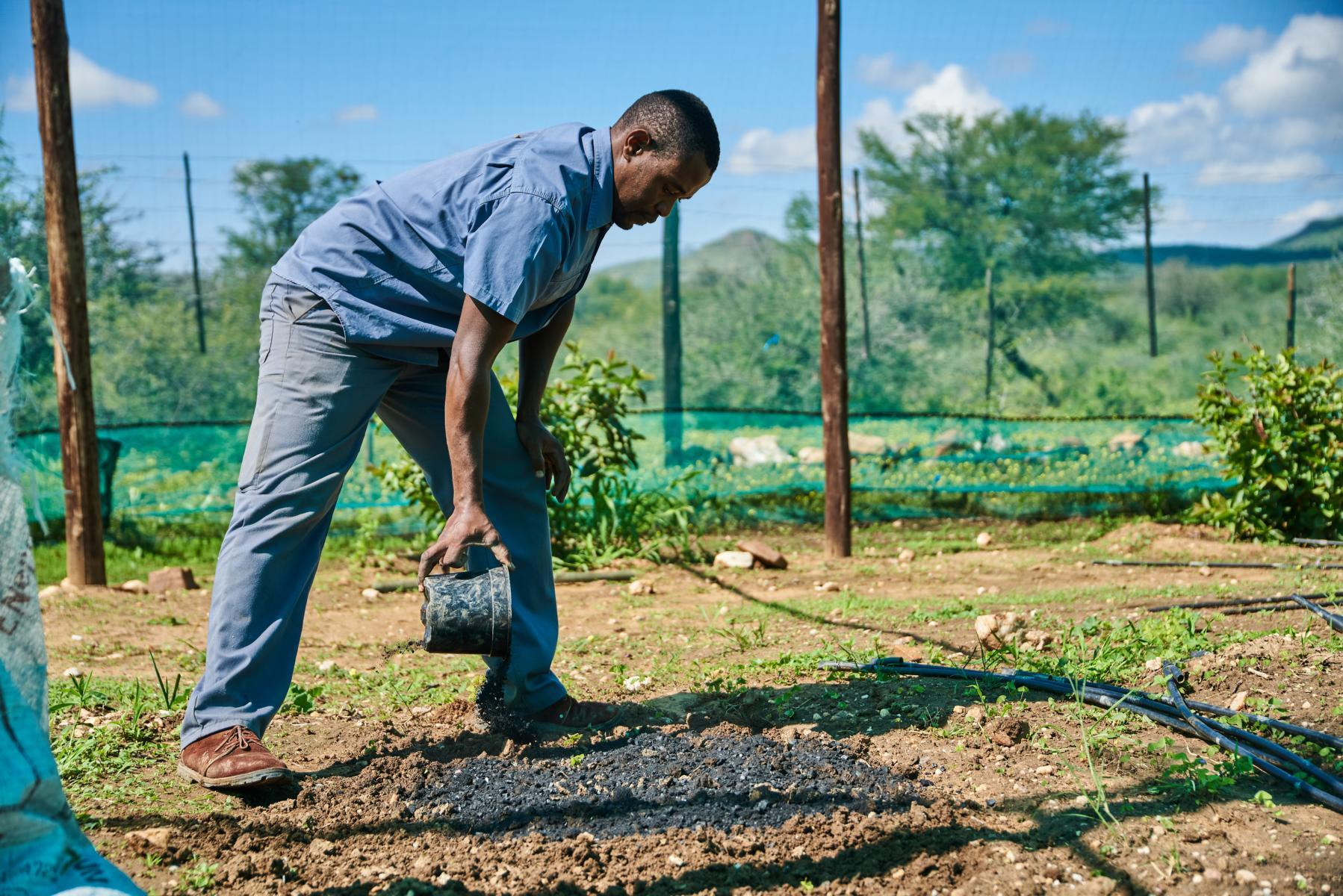
Aplikace biouhlu v zemědělství

Biouhlem je též možné zlepšovat kvalitu půd. Na málo úrodných půdách je tak možné značně zvýšit zemědělské výnosy. Uhlem lze zlepšit vlastnosti půdy hned v několika směrech:
1. Díky své poréznosti zvyšuje schopnost půdy zadržovat vlhkost a zároveň se provzdušňovat[2][3].
2. Spolu s vodou zadržuje i živiny v ní rozpuštěné. Minerální látky může vázat i chemicky a vytvářet tak komplexy obdobné těm, z nichž se skládá humus. Jeho obrovský vnitřní povrch je substrátem pro bohaté mikrobiální osídlení půd. Navíc sám uhel obsahuje všechny živiny, které obsahovala původní biomasa. Na rozdíl od popelu, v němž zůstanou jen alkálie (draslík, vápník, hořčík), obsahuje uhel též fosfor a síru. Množství dusíku bývá poloviční než v původní biomase[3].
3. Fosfor i dusík je v uhlu fixován natolik dobře, že se nevyplavuje a nepřispívá k eutrofizaci vod[3][16].
4. Při rozkladu organické hmoty podporuje biouhel humifikaci oproti mineralizaci, čímž podporuje vznikání humusu při kompostování[12][16].
5. Díky své vlastnosti přitahování a zadržování půdních živin biouhel potenciálně snižuje požadavky na hnojiva. V důsledku toho jsou náklady na hnojení minimalizovány a hnojivo (organické nebo chemické) se v půdě udrží déle[21].
6. Biouhel také zvyšuje úrodnost kyselých půd[2]. Kyselost (pH) biouhlu souvisí s druhem biomasy, ze které je vyráběný. Většinou se biouhel chová zásaditě a tlumí tak kyselost půdy podobně jako vápno nebo popel[12]. Ve většině zemědělských situací na celém světě je pH půdy (míra kyselosti) nízké (pH nižší než 7 znamená kyselejší půdu) a je třeba jej zvýšit. Biouhel zadržuje živiny v půdě přímo prostřednictvím negativního náboje, který vzniká na jeho povrchu, a tento negativní náboj může tlumit kyselost v půdě, stejně jako organická hmota obecně. Snižováním kyselosti půd biouhel snižuje potřebu vápnění[21].

Zlepšováním půd tak biouhel nejen zvyšuje produktivitu zemědělství ale přispívá i k jeho trvalé udržitelnosti. Biouhel totiž v půdě setrvává po staletí a tisíciletí a působí dlouhodobě. Zvýšená plodnost půdy tak navíc také zvyšuje odolnost vůči změnám klimatu.